# جون هانسن (سياسي)
جون هانسن (بالإنجليزية: John Hansen)‏ هو سياسي أمريكي، ولد في 28 أغسطس 1917، وتوفي في 1 مايو 2015. حزبياً، نشط في الحزب الديمقراطي. وقد انتخب عضو جمعية ولاية ويسكونسن.